# Вебер, Густав
Густав Вебер (нем. Gustav Weber; 30 октября 1845, Мюнхенбухзе — 12 июня 1887, Цюрих) — швейцарский органист и композитор. Сын музыкального педагога Иоганна Рудольфа Вебера, брат архитектора Оскара Вебера.
Учился в Лейпцигской консерватории вместе с Карлом Мунцингером, с которым его связала многолетняя дружба. Затем совершенствовался как исполнитель в Мангейме у Винценца Лахнера (1865) и в Берлине у Карла Таузига (1869—1870). В промежутке руководил хорами в Арау и Цюрихе, в 1867—1869 гг. был органистом в Майлене.
С 1872 г. органист цюрихской Церкви Святого Петра, затем с 1876 г. до конца жизни — церкви Гросмюнстер, где выступал с масштабными концертными программами. Одновременно в 1877—1886 гг. дирижировал хором певческого общества «Гармония». Публиковался как музыкальный критик в газете Neue Zürcher Zeitung, в 1876—1883 гг. главный редактор основанной его отцом музыкальной газеты Schweizerische Sängerblatt. Преподавал в Цюрихской консерватории, среди его учеников Иоганнес Луц.
Дебютировал как композитор в Лейпциге в 1864 году оркестровой увертюрой «Король Лир». Другая увертюра Вебера, «К Илиаде» (нем. Zur Iliade), была исполнена в 1870 году в Веймаре на праздничном концерте в честь Бетховена. Автор фортепианных, камерных и хоровых сочинений.